# Talby
talby（たるびー）は、三洋マルチメディア鳥取（現・三洋電機CEビジネスユニット）が設計・生産し、鳥取三洋電機（現・LIMNO）が販売した、auブランドを展開するKDDIおよび沖縄セルラー電話のCDMA 1X対応携帯電話である。端末型番はA5508SA。

## 概要
talbyはau design projectの第3弾の端末である。（第1弾はINFOBAR、第2弾はCDMA 1X WIN端末であるW11K）
ストレート式。外部メモリーは非対応。カメラ性能はCMOS 約31万画素。
端末のデザインはプロダクトデザイナーのマーク・ニューソン(Marc Newson)による。形状はINFOBARと同じストレートタイプだが、QVGA液晶に対応するなど折りたたみ式の携帯電話と機能性はほとんど変わらないのが特徴である。
操作面・表示面は平滑な平面となっており、操作ボタンはすべて丸形基調、正面形の四隅もアールで処理され、さらに左上部には幅が24mmほどもある大きな長円形のストラップ穴があることがデザイン上の大きな特徴である。この大きなストラップ穴はいわゆる携帯ストラップに限らず、個人個人で好きなベルトを通せる配慮であり、標準でもベルト状の布製ネックストラップが付属していた。
デザインモックの段階ではアルミ外装を想定していたが、製品版ではプラスチックにアルミ調の塗装を施したものに変更された。その代わり、当初あった小型のアンテナは内蔵型に変更されている。また、モックでは10mmを切っていた厚みは製品版では技術的な困難から13mmと若干後退したが、背面側を斜めに面取りし、アルミ風フレームの部分だけを目立たせたデザインの工夫により、一見厚みが7mmほどしかないように見せている。ボタン部分の色換えによるカラーバリエーションが3色あるが、ビジネスショウ 2003 TOKYO に出展されたモデルの段階では、さらにホワイト(White)の計4色が提案されていた。
また、ニューソンの友人であり、音楽家のニック・ウッド(Nick Wood) がこの端末のために楽曲を提供し、その音楽があらかじめtalbyにプリセットされているなど、これまでに無い新たな試みがされている。このtalbyのサウンドトラックとして、『Free』を含む4曲を収録したCDも発売された。この内3曲はiTunes Store でも販売されている。
ニューヨーク近代美術館収蔵品として同機種が選定された。
後に、iidaでコンセプトモデルとして「Talby2」が出展された。

## 沿革
- 2003年5月 - ビジネスショウ 2003 TOKYOにてイメージモック発表。
- 2004年10月13日 - KDDIより発表。
- 2004年11月23日 - 全国にて一斉発売。

## 注
1. ↑  2012年7月23日より利用不可。